# Wellcome Library
La Wellcome Library è una biblioteca e un museo gratuiti con sede nel centro di Londra. Fu sviluppata dalla collezione formata da Sir Henry Wellcome (1853-1936), la cui ricchezza personale gli permise di creare una delle collezioni più ambiziose del XX secolo. L'interesse di Henry Wellcome era la storia della medicina in senso lato e includeva argomenti come l'alchimia o la stregoneria, ma anche l'antropologia e l'etnografia. Dalla morte di Henry Wellcome nel 1936, il Wellcome Trust è diventato il responsabile del mantenimento della raccolta della biblioteca e del finanziamento delle sue acquisizioni. La biblioteca è gratuita e aperta al pubblico.

## Storia
Henry Wellcome iniziò a raccogliere libri seriamente alla fine del 1890, usando una serie di agenti e rivenditori, e viaggiando in tutto il mondo per raccogliere tutto ciò che poteva essere trovato. Il primo grande ingresso di Wellcome nel mercato ebbe luogo all'asta della biblioteca di William Morris nel 1898, dove fu il più grande acquirente singolo, portando via circa un terzo dei lotti. I suoi interessi erano veramente internazionali e l'ampia copertura di lingue e tradizioni è uno dei punti di forza della biblioteca. Collezioni significative acquisite durante questo primo periodo comprendevano la biblioteca di Joseph Frank Payne, storico della medicina e bibliotecario del Royal College of Physicians, acquistato nel 1911 e la maggior parte della biblioteca dello storico di Monaco, Ernst Darmstaedter, acquistata nel 1930.
Quando Henry Wellcome morì, la maggior parte della sua proprietà e la sua collezione furono lasciate in eredità a un corpus di fiduciari, che costituiva il Wellcome Trust. Il loro dovere primario era quello di utilizzare il reddito generato dal trust per favorire la ricerca biomedica in corso, ma erano anche incaricati di promuovere lo studio della storia medica attraverso la cura e il mantenimento delle collezioni. Iniziò quindi un programma di smistamento e razionalizzazione, che durò per tutti gli anni '40 e oltre.
La storia della biblioteca negli ultimi decenni del XX secolo è stata una crescita e uno sviluppo continui. Un'aggiunta significativa negli anni ottanta è stata l'acquisto dei manoscritti e circa 10.000 libri stampati, dalla Medical Society of London Library.

### Nomenclatura
La Wellcome Library è stata ridenominata più di una volta. Nel corso degli anni dall'inizio del ventesimo secolo in poi è stato conosciuta, formalmente e informalmente, come "The Wellcome Reference Library" (1930 circa), "The Wellcome Research Library" (fino al 1941), "Wellcome Historical Medical Museum and Library" (fino al 1968), "The Wellcome Historical Medical Research Library" (fine degli anni '60 e primi anni '70), "Wellcome Institute of (poi "for") the History of Medicine [Library]", "Wellcome Institute Library" (anni '80), "Wellcome Library for the History and Understanding of Medicine" (primi anni 2000).
Le attività del Wellcome Trust riguardo la storia della medicina e sulla comprensione pubblica della scienza furono riunite nel 1998 per creare una nuova Divisione Medicina, Società e Storia. Riconoscendo un ambito più vasto della sola storia della medicina, la biblioteca è oggi (2019) parte della Wellcome Collection e mira a promuovere sia la storia che la comprensione della medicina.

## Collezioni

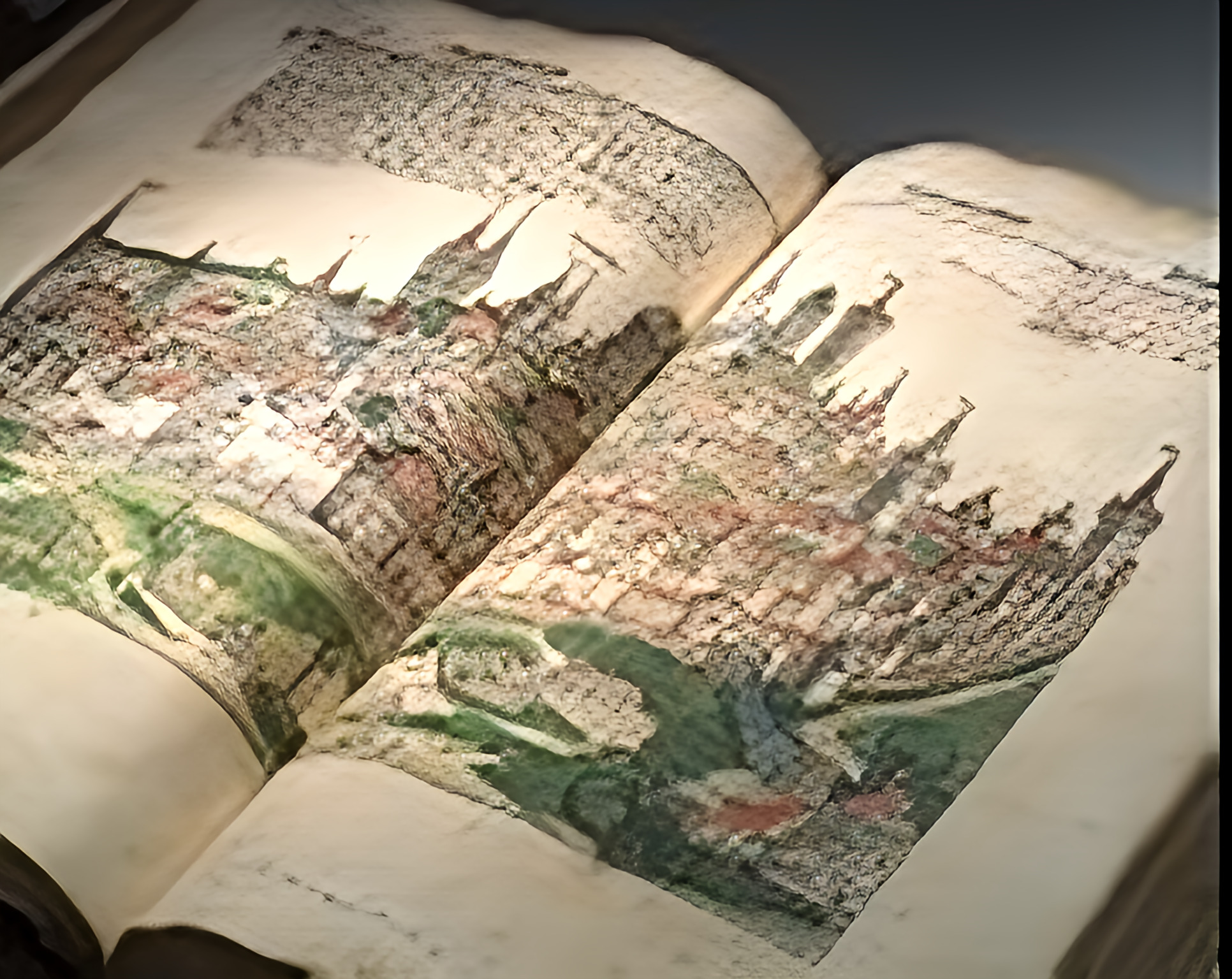
Liber Chronicarum - più comunemente noto come Nuremberg Chronicle. Il libro è una cronaca storica, a partire dalla creazione, scritta in latino da Hartmann Schedel, un medico di Norimberga. Fu acquistato da Henry Wellcome nel 1898, all'asta della Biblioteca di William Morris.

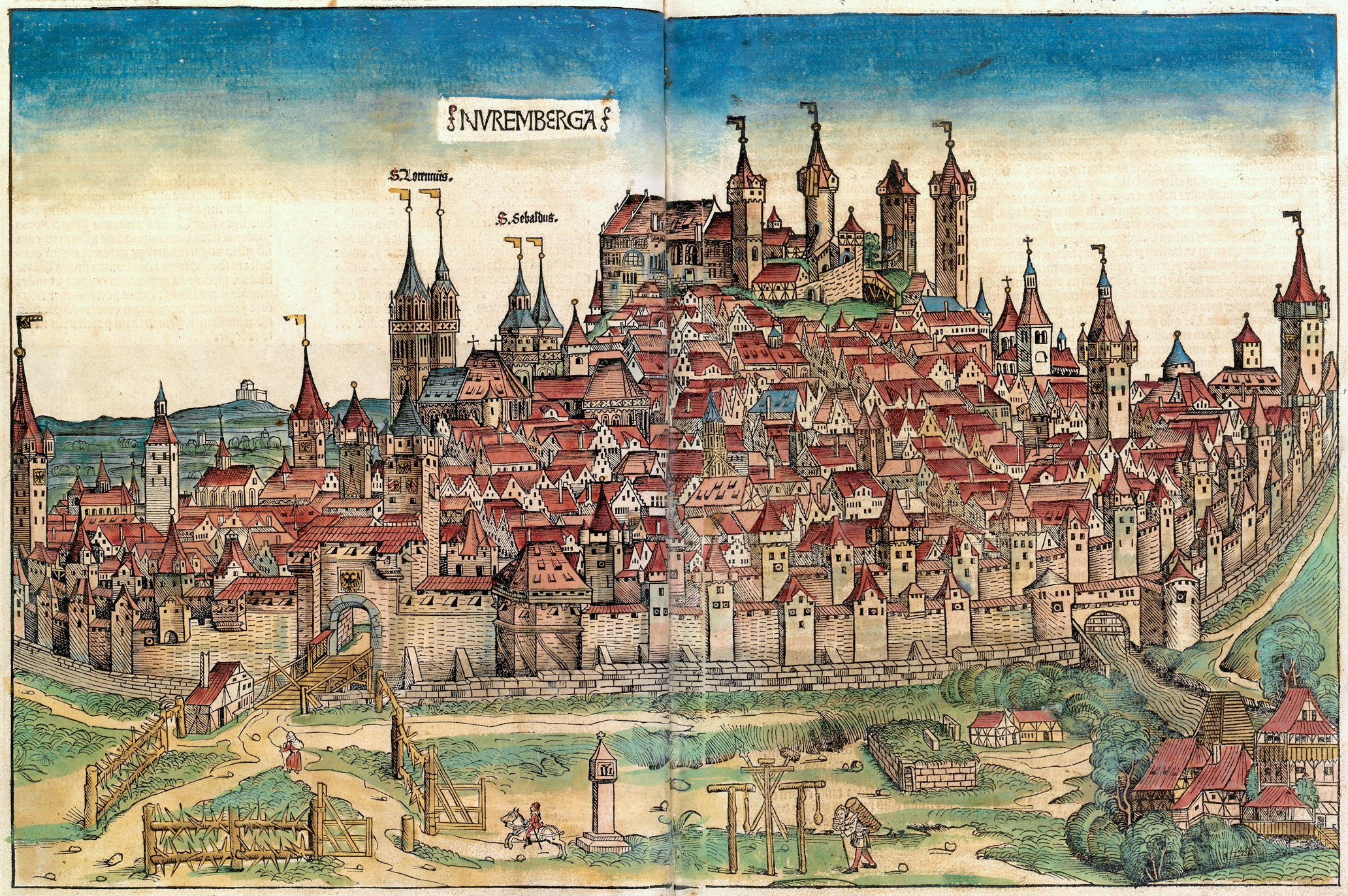
Nuremberg Chronicle - Norimberga

### Storia della collezione di medicinali
Una raccolta di libri, riviste e altri materiali di stampa e risorse elettroniche, che si occupano della storia di tutti gli aspetti della scienza e della pratica medica, nonché discipline scientifiche affini, scienze sociali e discipline umanistiche: attualmente comprende oltre 80.000 volumi in molte lingue, pubblicati dal 1850 ad oggi.

### Collezione medica
La Medical Collection contiene opere stampate di letteratura medica e scientifica pubblicate dal XV secolo ad oggi, tra cui libri rari ed effimeri. La collezione comprende migliaia di monografie mediche, atlanti anatomici, farmacopee e circa 20.000 articoli medici effimeri, nonché un numero crescente di risorse elettroniche che coprono una vasta gamma di argomenti tra cui la scienza popolare, la salute dei consumatori, la politica della scienza biomedica, l’etica della ricerca, l’educazione scientifica e l’impegno pubblico nella scienza.

### Collezioni asiatiche
Comprende 12 000 manoscritti e 4 000 libri stampati in 43 lingue diverse e scritti su materiali tra cui carta, foglia di palma, seta, avorio, metallo, ossa, bambù e corteccia di alberi. Una prescrizione medica dall'antico Egitto, scritta su papiro (1100 a.C.), è il documento più antico della Wellcome Library. La più grande raccolta di manoscritti della biblioteca è la Indic Collection, che include una delle più grandi collezioni sanscrite al di fuori dell'India, contando circa 6 500 articoli.

### Archivi e manoscritti
Comprende molti documenti europei inediti risalenti all'antichità fino al XX secolo: i manoscritti contengono materiale in 25 lingue diverse. Gli archivi (principalmente) del XX secolo si concentrano su materiale in inglese. Includono documenti di figure eminenti della scienza medica e aree correlate, come Francis Crick e Melanie Klein, nonché documenti di numerose e diverse organizzazioni:
- Action on Smoking and Health (Provvedimento sul fumo e sulla salute)
- British Psychological Society (Società psicologica britannica)[11]
- Family Planning Association (Associazione per la pianificazione familiare)
- Neonatal Society (Società neonatale)[12]
- The Physiological Society (La società fisiologica)[13]

### Collezione di libri rari
Circa 60.000 libri rari ante-1851 tra cui c. 600 incunabuli (libri stampati prima del 1501) e circa 5000 libri del XVI secolo. Tutti gli aspetti della scienza medica e della pratica sono rappresentati e ci sono libri ampi e vari in materie affini.

### Collezione di dipinti, stampe e disegni
Più di 100.000 stampe, disegni, dipinti, fotografie e altri mezzi di comunicazione, che vanno dal XIV secolo ai giorni nostri e geograficamente dal Giappone e dalla Cina in Oriente attraverso il Tibet e l'India fino alla Turchia, l'Europa e le Americhe, con raccolte più piccole che si occupano di collezioni dell'Africa e dell'Australasia. In conformità con la filosofia di Wellcome, le opere mostrano i contesti storici e culturali della medicina, nonché gli sviluppi interni nelle tecniche e nelle pratiche mediche.

### Raccolte di immagini e suoni in movimento
Più di 4 000 film e video e 1 500 nastri audio, sia trasmessi che non, che coprono i numerosi e vari aspetti della medicina: aree sociali e cliniche della scienza, argomenti storici e attuali, aspetti fisici e psicologici della salute e della chirurgia. Alcuni di questi titoli sono disponibili tramite un canale YouTube.

### Wellcome Images
Una selezione di immagini delle collezioni della Wellcome Library è stata inclusa nelle Wellcome Images, dalle illustrazioni di manoscritti e libri rari alla pittura, stampe e fotografie. Nel gennaio 2014 queste immagini sono state pubblicate con una licenza Creative Commons-Attribution per uso commerciale e non commerciale. 97.455 di queste immagini con licenza CC sono state caricate in massa su Wikimedia Commons. Le Wellcome Images avevano anche una vasta collezione di immagini cliniche e biomediche contemporanee da ospedali di insegnamento, laboratori di ricerca e fotografi in tutto il Regno Unito e oltre. Queste erano liberamente disponibili per il download per l'insegnamento personale e accademico o l'uso di studio, sempre in Licenze Creative Commons.
Nel 2017 Wellcome Images è stata chiusa e le immagini rese disponibili attraverso la ricerca principale del catalogo su wellcomecollection.org sotto licenze Creative Commons e licenze di Pubblico dominio.